# Ministre chargé de la Biodiversité
Le ministre chargé de la Biodiversité est le ministre français chargé de mettre en œuvre la politique du gouvernement dans le domaine de la biodiversité.
Selon les gouvernements, il peut s'agir d'un ministre délégué ou d'un secrétaire d'État placé sous la tutelle du ministère de la Transition écologique .
De la même façon, son portefeuille varie en fonction du gouvernement en place et du périmètre d'action retenu.  Il peut être associé à d’autres domaines comme la mer.

## Liste des titulaires
| Ministre délégué ou secrétaire d'État                    | Ministre délégué ou secrétaire d'État | Ministre délégué ou secrétaire d'État | Intitulé                                                                                        | Parti politique                 | Ministre de tutelle             | Ministre de tutelle             | Intitulé | Gouvernement                    | Début                           | Fin                             |
| Présidence de François Hollande                          | Présidence de François Hollande       | Présidence de François Hollande       | Présidence de François Hollande                                                                 | Présidence de François Hollande | Présidence de François Hollande | Présidence de François Hollande | Présidence de François Hollande                                                                             | Présidence de François Hollande | Présidence de François Hollande | Présidence de François Hollande |
| -------------------------------------------------------- | ------------------------------------- | ------------------------------------- | ----------------------------------------------------------------------------------------------- | ------------------------------- | ------------------------------- | ------------------------------- | --- | ------------------------------- | ------------------------------- | ------------------------------- |
|                                                          |                                       | Barbara Pompili                       | Secrétaire d'État chargée de la Biodiversité                                                    | PÉ                              |                                 | Ségolène Royal                  | Ministre de l'Environnement, de l'Énergie et de la Mer, chargée des Relations internationales sur le climat | Gouvernement Valls 2            | 11 février 2016                 | 6 décembre 2016                 |
| Cazeneuve                                                | 6 décembre 2016                       | Barbara Pompili                       | Secrétaire d'État chargée de la Biodiversité                                                    | PÉ                              | 15 mai 2017                     | Ségolène Royal                  | Ministre de l'Environnement, de l'Énergie et de la Mer, chargée des Relations internationales sur le climat |                                 |                                 |                                 |
| Présidence d'Emmanuel Macron                             |                                       |                                       |                                                                                                 |                                 |                                 |                                 | |                                 |                                 |                                 |
| Aucun titulaire du 15 mai 2017 au 26 juillet 2020        |                                       |                                       |                                                                                                 |                                 |                                 |                                 | |                                 |                                 |                                 |
|                                                          |                                       | Bérangère Abba                        | Secrétaire d'État chargée de la Biodiversité                                                    | LREM                            |                                 | Barbara Pompili                 | Ministre de la Transition écologique                                                                        | Castex                          | 26 juillet 2020                 | 20 mai 2022                     |
| Aucun titulaire du 20 mai 2022 au 20 juillet 2023        |                                       |                                       |                                                                                                 |                                 |                                 |                                 | |                                 |                                 |                                 |
|                                                          |                                       | Sarah El Haïry                        | Secrétaire d'État chargée de la Biodiversité                                                    | MoDem                           |                                 | Christophe Béchu                | Ministre de la Transition écologique et de la Cohésion des territoires                                      | Borne                           | 20 juillet 2023                 | 11 janvier 2024                 |
|                                                          |                                       | Hervé Berville                        | Secrétaire d'État chargé de la Mer et de la Biodiversité                                        | RE                              | Attal                           | Christophe Béchu                | Ministre de la Transition écologique et de la Cohésion des territoires                                      | 8 février 2024                  | 21 septembre 2024               |                                 |
| Aucun titulaire du 21 septembre 2024 au 23 décembre 2024 |                                       |                                       |                                                                                                 |                                 |                                 |                                 | |                                 |                                 |                                 |
|                                                          |                                       | Agnès Pannier-Runacher                | Ministre de la Transition écologique, de la Biodiversité, de la Forêt, de la Mer et de la Pêche | RE                              | Plein exercice                  | Plein exercice                  | Plein exercice                                                                                              | Bayrou                          | Depuis le 23 décembre 2024      | Depuis le 23 décembre 2024      |